# 단양 신라 적성비

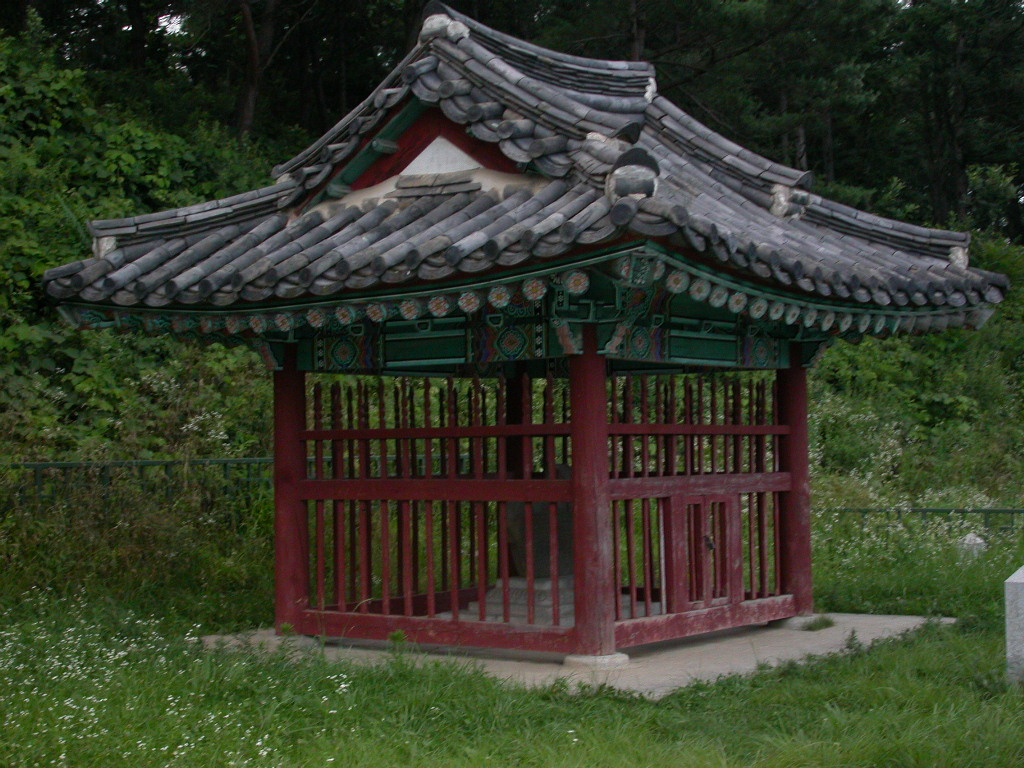
단양 신라 적성비 비각

단양 신라 적성비(丹陽 新羅 赤城碑)는 대한민국 충청북도 단양군 단성면 적성산성 내에 있는 신라 시대의 비석으로, 대한민국의 국보 제198호이다. 적성산성 안에 있어서 적성비라고 부른다. 높이 93cm, 폭 107cm, 아랫너비 53cm이다.

## 역사
단양 신라 적성비는 신라시대의 유물로 밝혀졌다. 성재산 적성산성 내에 위치한 비로, 신라가 고구려의 영토인 이 곳 적성을 점령한 후에 민심을 안정시키기 위해 세워놓은 것이다. 정확한 조성 시기에 대해서는 논란이 있으나 《삼국사기》의 내용을 토대로, 진흥왕 6~11년(545~550)경으로 추정된다. 단국대학교 박물관 조사관이 발견하였다.
삼국시대에 신라가 죽령을 넘어 단양 일대에 고구려 영토를 차지하여 국경을 넓히고 이곳의 백성들을 선무한 내용이 담긴 기념비이다.
본래 단양 적성비를 세운 것은 당시 진흥왕이 명하여 신라척경을 돕고 충성을 바친 적성인 야이차와 그 주변 인물에 대한 포상에 대한 것을 기록함과, 신라에 충성을 바치는 사람에게는 포상을 내리겠다는 국가시책과 적성주민을 칭송하며, 신라가 차지하기 이전 고구려 땅이었던 적성산성의 고구려 유민들의 민심을 안심시키기 위함이었다.
국왕의 교시를 받은 고관 10명의 이름이 나오고 있는데, ‘이사부’·‘비치부’·‘무력’ 등 진흥왕 때 혁혁한 공을 세운 인물이 주목되며, 새로운 관직 명으로 대상등하간지(大象等下干支) 등은 학계의 관심거리이다.
윗부분의 일부가 잘려나갔으나 대체로 보존상태가 양호한 편이다. 글자 수는 총 430자에서 440자 내외로 보이며, 이 중 완전히 해석한 것이 288자이다. 음각으로 파낸 이 적성비는 예서체와 해서체 중간의 글씨로 서예 연구에도 중요한 역할을 한다.
단양 적성비의 내용은 크게 세부분으로 나뉘며, 진흥왕이 세운 다른 순수비와는 다르게 영토 편입을 기념하기 위한 것이다. 이 비에는 《삼국사기》와 같은 문헌에도 잘 나타나 있지 않은 부분이 있어 고대사 연구에 중요한 역할을 담당한다. 특히 조세제도와 사회상을 알 수 있는 중요한 실마리가 되고 있다.
비문 첫머리에 언급된 고관 10인의 관등과 『삼국사기』의 내용을 견주어 살펴볼 때, 비의 건립은 진흥왕 6∼11년(545∼550) 사이였을 것으로 보인다.
북방공략의 전략적 요충지인 적성지역에 이 비를 세웠다는 것은 새 영토에 대한 확인과 함께 새로 복속된 고구려인들을 흡수하려는 국가의 의지를 표현한 것이다.
비록 순수비(巡狩碑, 왕이 직접 순행하며 민정을 살핀 기념으로 세우는 비)는 아니지만, 순수비의 정신을 담고 있는 척경비(拓境碑, 영토 편입을 기념하여 세운 비)라는 점에서 큰 가치를 지닌다는 학계의 평가이다.

## 같이 보기
- 진흥왕 순수비

## 참고 자료
- 『사학지』12, 단양신라적성비특집호, 단국대학교 사학회(1978년)
- 「단양 신라적성비의 발견과 진흥왕순수비로서의 역사」, 정영호 논문, 『박물관신문』제79호(1978년)